# حريض

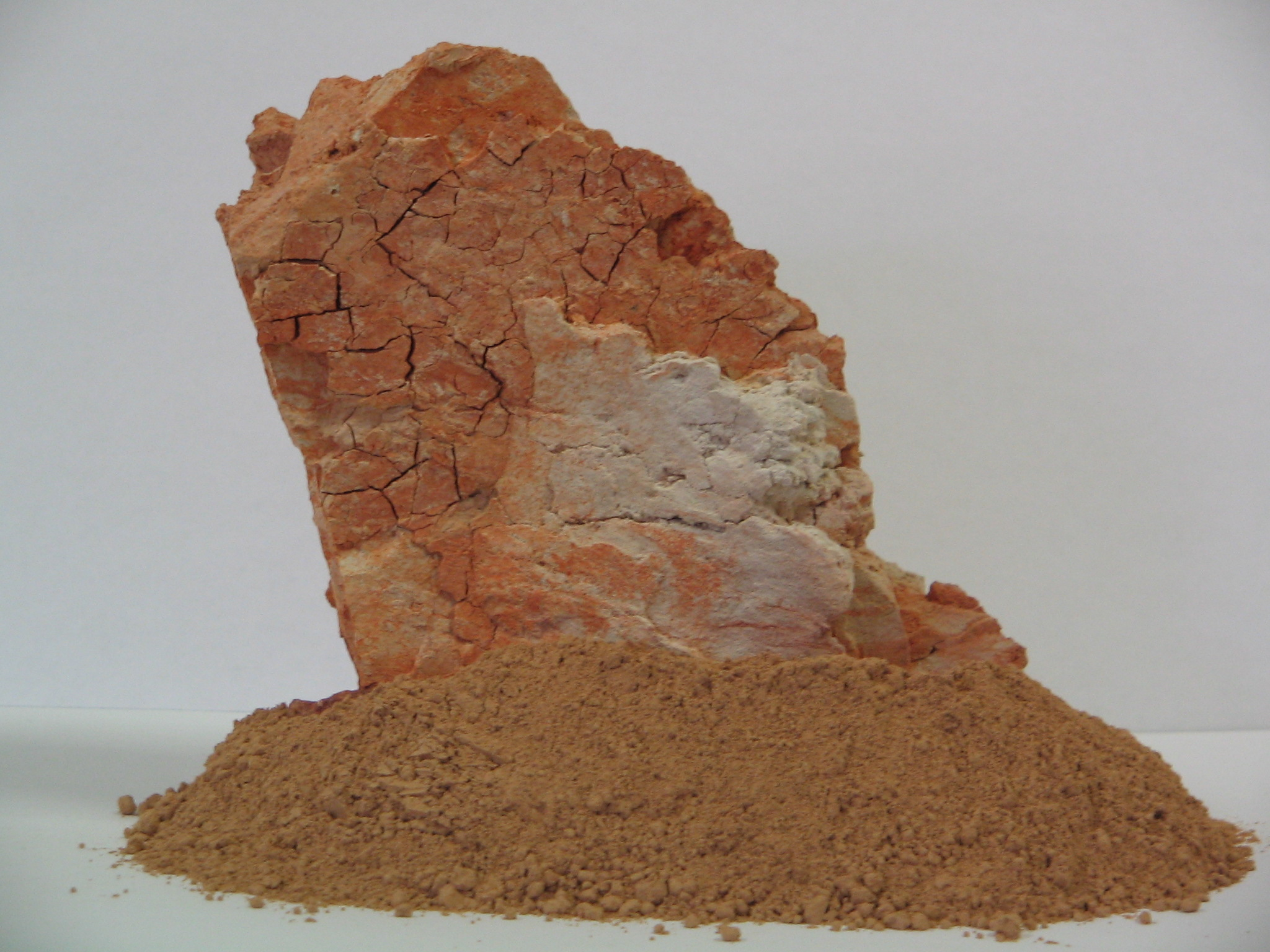
Tلحجر الطرابلسيripoli mineral.Tripoli mineral.معدن طرابلس.

الحَرِيْض أو الحجر الحَرِض ويسمى أيضاً الطرابلسيّة هو صخر مسامي يتفتت بشكل ناعم يستخدم كساحج صقل لتلميع المصنوعات المعدنية والمشغولات الخشبية.